# Trzciniak brunatny
Trzciniak brunatny (Acrocephalus nijoi) – gatunek małego ptaka z rodziny trzciniaków (Acrocephalidae). Występował endemicznie na wyspie Aguijan (Mariany Północne, Oceania). Ostatniej obserwacji dokonano w 1995. Gatunek uznany za wymarły; wymarł najpóźniej spośród wszystkich wymarłych ptaków holocenu (nie licząc podgatunków).

## Taksonomia
Po raz pierwszy gatunek opisał japoński ornitolog Yoshimaro Yamashina (założyciel Yamashina Institute for Ornithology) w 1940 na łamach „Tori” (czasopisma Ornithological Society of Japan). Autor nadał mu nazwę Conopoderas luscinia nijoi, uznając go za podgatunek trzciniaka słowiczego (A. luscinius). Pierwsze okazy pozyskał Nijo w 1940, przesłał je do YIO. Obecnie (2022) Międzynarodowy Komitet Ornitologiczny i inne ornitologiczne autorytety uznają trzciniaka brunatnego za odrębny gatunek, umieszczają go w rodzaju Acrocephalus pod nazwą A. nijoi.

## Morfologia
Długość ciała wynosiła około 18 cm. Jest to stosunkowo duży trzciniak z długim dziobem. Wierzch ciała oliwkowożółty, brew i spód ciała matowożółte. W porównaniu do trzciniaka słowiczego trzciniaki brunatne wyróżniały się mniej ciepłymi barwami wierzchu ciała oraz ciemniejszymi i bardziej brązowymi bokami ciała i brzuchem. Ponadto miały krótsze dzioby. Podobnie jak w przypadku innych trzciniaków Marianów Północnych niemożliwe byłoby odróżnienie trzciniaka brunatnego tylko po upierzeniu, różni się jednak wymiarami. Wymiary dla 3 zbadanych osobników: długość skrzydła 86,3 ± 4,6 mm, długość dzioba (od końca do nasady w czaszce) 28,0 ± 1,7 mm, długość skoku 29,4 ± 1,9 mm, długość ogona 79,7 ± 4,3 mm.

## Zasięg, ekologia
Trzciniak brunatny występował na wyspie Aguijan (Mariany Północne, Oceania). Zamieszkiwał obszary pokryte zagajnikami i zakrzewieniami.

## Status
IUCN uznaje trzciniaka brunatnego za gatunek wymarły (EX, Extinct). W latach 80. populację oszacowano na niecałe 15 osobników. W 1992 obserwowano już tylko dwa śpiewające samce. Ostatniej obserwacji dokonano w 1995, kiedy to Annie Marshall odnotowała już tylko jednego śpiewającego samca. Poszukiwania w 2000, 2002 i 2008 nie przyniosły rezultatu, gatunek uznano za wymarły. Za wymarcie odpowiedzialne są najprawdopodobniej wprowadzone na wyspę drapieżniki, w tym koty i szczury, oraz niszczenie środowiska przez wprowadzone na wyspę kozy. Biorąc pod uwagę jedynie gatunki (bez podgatunków), trzciniak brunatny to najpóźniej wymarły spośród wymarłych ptaków holocenu. W 2016 Rob Martin (BirdLife International) zasugerował, aby uznać ten gatunek za krytycznie zagrożony i przypuszczalnie wymarły (CR-PE, Critically Endangered, Possibly Extinct).